# Travunia
Travunia (horvátul: Travunija, latinul: Tribunia) középkori terület a mai Bosznia-Hercegovina, a Horvát Köztársaság és Montenegró területén.

## Fekvése
Területe az Adriai-tenger partján Kotor és Dubrovnik között, valamint a mai Hercegovinának és Montenegrónak a Gacko felé eső részén, valamint a Bileća és a Piva-folyó által határolt hegyek között (a történelmi Zahumlje és Duklja között) a szárazföld belsejében feküdt.

## Története
Travunia első ismert uralkodója a 9. század elején élt Beloje (Bela), akinek fia Krajina feleségül vette Vlastimir raskai fejedelem lányát. Krajinát fia, Hvalimir, majd Tišimir Belić követte, aki a 10. század elején Časlav szerb fejedelem alattvalója lett. Tišimirt később a 10. században Hvalimir követte. Časlav 960-as veresége után Travunia visszanyerte nagyobb függetlenségét, Hvalimir és testvére, Predimir és fiaik pedig a 10. század második felében gyakori harcokat vívtak Dukljával. Duklja azonban megerősödve került ki a konfliktusból, és uralkodói, Predimir és fia, Petrislav uralták Travunia területének nagy részét. 968-ban II. Krešimir horvát király száműzte fiát, Leghec herceget Boleslavhoz Travuniába, ahol beleszeretett Lovizzába, egy udvarhölgybe, aki hét fiút szült neki. Leghec lázadást szított, és Travuniát a Horvát Királyság vazallusává tette, de a horvát megszállókat hamar kiűzték, és Raguza segítségével, majd Boleslav fiával, Szilveszterrel visszaállították a dinasztikus uralmat.
A 10. században Bíborbanszületett Konstantin császár öt várost említ Travunia területén: Trebinje, Vrm, Risan, Lukavete és Zetlivi városait. Az Adriai-tenger partján élő szlávok etnikai meghatározását a császár leírása nem könnyítette meg a történészek számára, szerinte ugyanis a neretvánok pogányok, a zahumljaiak, travuniaiak és konavleiek pedig szerb származásúak voltak. Ugyanakkor a császár következetesen kihagyta a dukljaiakat ebből a szerb népközösségből. Nyilvánvalónak tűnik azonban, hogy a császár nem valódi etnikai kötődésről akar beszélni, hanem a munka megírásának idején a dalmáciai politikai kapcsolatok lebegtek a szeme előtt. A leírás minden bizonnyal arra az időre vonatkozik, amikor Časlav szerb fejedelem kiterjesztette uralmát a szomszédos területekre és Boszniára is.
A 10. század vége és a 11. század eleje táján Travuniát Duklja uralkodója, Vladimir uralta. 1016-tól megerősödött a Bizánci Birodalom, és 1018-ban bizánci csapatok vonultak be Travuniába. A dukljai Vojislav 1030-as Bizánc elleni felkelése után Duklja ismét megszilárdította uralmát Travunia felett. A travuniai püspök eleinte a bari érsekségnek, majd 1200-tól a raguzai érsekségnek volt alárendelve. A Travunia feletti hatalmi viszonyokat a 12. század legnagyobb részében homály fedi, de a század végétől, Nemanja István korától a terület ismét Raška fejedelmeinek a fennhatósága alá került. A Mrnjavčević szerb nemesi család Travuniából származott.
Alkalmanként a szerb uralkodóház egyes tagjai uralták, majd 1326-ban Bosznia meghódította a szomszédos Halomföldét. Szerbia meggyengülésével a maričkai csata (1371) után Travunia és környéke a humi Vojinović nemesi ház uralma alá került. Nikola Altomanović szerb hatalmasság legyőzése után 1378-ban I. Tvrtko bosnyák király elfoglalta Travuniát és ezután a terület szorosabban kötődött a bosnyák államhoz.  A 15. században a török hódítás nyomán Stjepan Vukčić Kosača herceg korábbi területeivel és Hercegovina többi részével együtt területe beolvadt a Hercegovinai szandzsákba. 1426 után az Adriai-tenger partja mentén fekvő terület egy része a Raguzai Köztársaság része lett.

## Travunia uralkodói
- Travuniai Hercegség
  - Beloje, travuniai zsupán, (9. század eleje)
  - Krajina, Travunia hercege, (9. század közepe)
  - Hvalimir, Travunia hercege (9. század második fele)
  - Čučimir, Travunia hercege (10. század első fele)

- Тravunia a Szerb Fejedelemség uralma alatt 
  - Petar Gojniković, szerb fejedelem (892-918)
  - Časlav Klonimirović, szerb fejedelem (10. század közepe)

- Travunia Halomfölde (Zahumlje) uralma alatt
  - Мihajlo Višević, Halomfölde hercege (920-940)
  - Dragimir, Travunia és Halomfölde hercege (11. század eleje)

- Тravunia Duklja uralma alatt (1019-től a 12. század közepéig)
  - Stefan Vojislav, Duklja hercege (1034- kb. 1050-ig)
  - Mihajlo Vojislavjević, Duklja hercege (kb. 1050-1081)
  - Konstantin Bodin, Duklja királya (1081-1101)
  - II. Dobroslav, Duklja királya (1101-1102, majd 1102)
  - Mihajlo Vojiszlavjevics, Duklja királya (1101—1102)
  - Kočapar, Duklja királya (1102—1103)
  - Vladimir Vojislavjević, Duklja királya (1103—1114)
  - Đorđe Bodinović, Duklja királya (1114—1118, 1125—1131)
  - Grubeša, Duklja királya (1118—1125)
  - Gradihna, Duklja királya (1131—1148)
  - Radoslav Gradišnić, Duklja királya (12. század közepe)
  - Desa, dukljai, travuniai és zahumljei zsupán (12. század közepe)
  - Grdeša, travuniai zsupán (12. század második fele)

- Тravunia a Nemanjićok uralma alatt (a 12. század második felétől a 14. század közepéig)
  - Miroszláv Zavidović, humi nagyherceg (12. század második fele)
  - Szent Száva, humi zsupán (1191)
  - I. Тоljen, Halomfölde hercege (12. század vége)
  - Stefan Radoslav, Halomfölde hercege (12. század vége és a 13. század eleje)
  - Petar Miroslavljević, Halomfölde hercege (13. század eleje)
  - II. Toljen, Halomfölde hercege (13. század első fele)
  - Аndrija Miroslavljević, Halomfölde nagyhercege (13. század közepe)
  - Bogdan Andrijić, humi zsupán (13. század közepe)
  - Đorđe Andrijić, humi zsupán (13. század közepe)
  - Radoslav Andrijić, humi zsupán (13. század közepe)
  - Јеlena Аndrijska Zéta, Тravunia, Plava és Poibarја királynője (13. század vége)
  - Konstantin Nemanjić, Halomfölde hercege (14. század eleje)
  - Nikola Miroslavljević, humi zsupán (14. század első fele)
  - Vojvoda Vojin (14. század első fele)

- Тravunia a Vojinovićok uralma alatt (1355—1373)
  - Vojislav Vojinović, Halomfölde hercege (kb. 1355—1363)
  - Nikola Аltomanović Vojinović, Halomfölde hercege (1366—1373)

- Travunia Bosznia uralma alatt (1373—1448)
  - Vuk Kosača (14. század második fele)
  - Vlatko Vuković (14. század második fele)
  - Sandalj Hranić Kosača, Halomfölde hercege (1393—1435)

- Тravunia a Szent Száva Hercegség (Hercegovina) uralma alatt
  - Stefan Vukčić Kosača, herceg (1435–1466)
  - Branislav Hercegović, herceg (1466—1483), Stefan Vukčić Kosača fia
  - Vlatko Hercegović, herceg (1466–1483), Stefan Vukčić Kosača fia